# Rudolph the Red Nosed Reindeer
Rudolph the Red-Nosed Reindeer (pol. Rudolf czerwononosy renifer) – piosenka świąteczna oparta na podstawie opowiadania Roberta L. Maya pod tym samym tytułem w 1939 roku opublikowanym przez Montgomery Ward Company. Nagranie Gene’a Autry’ego stało się hitem nr 1 na amerykańskich listach przebojów w tygodniu poprzedzającym Boże Narodzenie w 1949 roku. Autorem tekstu i kompozytorem jest John David Marks.
W 1998 roku Zbigniew Wodecki nagrał swoją polskojęzyczną wersję piosenki do filmu Rudolf czerwononosy renifer.
W 1939 roku szwagier Marksa, Robert L. May, stworzył postać Rudolfa w ramach zadania dla Montgomery Ward, a John David Marks postanowił zaadaptować historię Rudolpha w piosence. Do piosenki dodano wstęp, będący parafrazą wiersza „Noc wigilijna”, w którym podano imiona ośmiu reniferów: „Jest Waleczny, i Walczyk, i Zefir, i Kometa, i Kupidyn, i Swarek i Strzała, ale czy pamiętasz najsłynniejszego ze wszystkich reniferów?”. Piosenka została po raz pierwszy zaprezentowana na żywo w New York Radio przez piosenkarza Harry'ego Brannona w listopadzie 1949 roku, a Gene Autry nagrał piosenkę 27 czerwca 1949 roku i została wydana jako płyta dla dzieci przez wytwórnię Columbia Records 1 września 1949 roku. W listopadzie tego samego roku Columbia Records zaczęła wprowadzać płytę na rynek muzyki pop. W okresie Bożego Narodzenia 1949 roku zajął pierwsze miejsce na amerykańskich listach przebojów, sprzedając się w 1,75 miliona egzemplarzy do końca roku.

## Wykonawcy
Piosenka została nagrana przez wielu artystów, m.in.:
- Bing Crosby (1950)
- Dean Martin (1959)
- Ella Fitzgerald (1960)
- Johnny Mathis (1963)
- The Beatles (1963)
- Burl Ives (1965)
- The Jackson 5 (1970)
- Bobby Helms (1970)
- Paul McCartney (1979)
- Neil Diamond (1994)
- Destiny's Child (2004)
- Barry Manilow (2009)
- Jessie J (2018)
- The Kelly Family (2021)